# Lielauces pagasts
Lielauces pagasts er en territorial enhed i Auces novads i Letland. Pagasten havde 539 indbyggere i 2010 og omfatter et areal på 80,47 kvadratkilometer. Hovedbyen i pagasten er Lielauce.